# Li Zhi (filosoof)
Li Zhi (Quanzhou in (Fujian), 23 november 1527 - Beijing, 6 mei 1602) was een iconoclastische Chinese intellectueel tijdens de late Ming-dynastie. Als radicaal voorvechter van persoonlijke ontplooiing en vrijheid van meningsuiting keerde Li Zhi zich tegen de benauwende neoconfuciaanse moraal van zijn tijd. Hij raakte door zijn scherpe kritiek op de hypocrisie van de samenleving in conflict met de autoriteiten en belandde in 1602 in de gevangenis, waar hij zelfmoord pleegde door zijn keel door te snijden. 

## Leven en denkbeelden
Li Zhi stamde uit een welvarende handelsfamilie met islamitische connecties in de zuidelijke kustplaats Quanzhou. Li Zhi kreeg een klassieke scholing, maar zijn afkeer voor de steriliteit van de examenstof verhinderde dat hij de hoogste jinshi-graad in het examenstelsel behaalde. Hij vervulde een aantal jaren verschillende lagere posities in het ambtenarenapparaat, totdat hij zich besloot te wijden aan zijn intellectuele ambities en zijn persoonlijke ontplooiing. 
Li Zhi  was beïnvloed door de ideeën van de invloedrijke filosoof en bestuurder Wang Yangming (1472-1529). Waar eerdere confuciaanse denkers als Zhu Xi (1130-1200) benadrukten dat kennis van de waarheid en moreel besef alleen door studie verworven konden worden, ging Wang Yangming ervan uit deze zaken door eenieder intuïtief konden worden aangevoeld en begrepen. Mensen dienden deze intuïtieve kennis te benutten om een actief leven te leiden en door deze ervaring, niet door studie en boekenwijsheid, hun kennis te vermeerderen. Li Zhi wees de door Wang gepropageerde combinatie van een actief leven en het verwerven van inzicht echter af. Hij trok zich in 1581 juist terug uit het actieve leven en vestigde zich in Hubei, waar hij werd ondersteund door Geng Dingxiang (1524-1596), een vooraanstaand bestuurder en intellectueel. 
Na een heftig conflict met zijn beschermheer stuurde Li Zhi zijn vrouw en kinderen in 1585 terug naar Fujian en trad hij toe tot een boeddhistische tempelgemeenschap in Macheng, zonder zelf monnik te worden. Hij publiceerde twee boeken en een omvangrijke correspondentie. In zijn geschriften presenteerde hij zichzelf als een ware volgeling van Confucius en diens werk. Hij wees echter alle commentaren en interpretaties van diens leer die in de tweeduizend jaar na het leven van Confucius waren gedaan af als hol en hypocriet. Voor Li Zhi lag de Weg naar morele zelfverbetering in het open en eerlijk nastreven van het eigenbelang van de mens. Dit was een radicale breuk met de heersende neoconfuciaanse ideeën, waarin zelfopoffering en onderwerping aan de belangen van staat en familie centraal stonden. 
Uiteindelijk brachten Li Zhi's ideeën hem in conflict met de autoriteiten. Hij zag zich genoodzaakt de tempelgemeenschap in Macheng in 1601 te ontvluchten na agressie van een door de plaatselijke magistraten georganiseerde menigte. Hij vond een nieuwe woonplaats in Tongzhou, tegenwoordig een buitenwijk van Beijing. Een jaar later werd hij op beschuldiging van immoreel gedrag opgesloten in de gevangenis. Li Zhi zou ook vrouwelijke leerlingen hebben onderwezen. In zijn cel sneed hij met een scheermes zijn keel door en overleed hij aan zijn verwondingen. 
- Bibsys: 90369824
- Biblioteca Nacional de España: XX5254725
- Bibliothèque nationale de France: cb12045511h (data)
- CiNii: DA00739063
- Gemeinsame Normdatei: 118572563
- International Standard Name Identifier: 0000 0000 8389 8418
- Library of Congress Control Number: n82011022
- Bibliotheek van het Japanse parlement: 00510251
- Nationale bibliotheek van Australië: 36609372
- Nationale Bibliotheek van Israël: 987007274477505171
- Nederlandse Thesaurus van Auteursnamen: 140485074
- Réseau des bibliothèques de Suisse occidentale: 02-A018914217
- LIBRIS: 71223
- Système universitaire de documentation: 028711386
- Trove: 1325932
- Virtual International Authority File: 66485331
- WorldCat: E39PCjwrQ8qGGyyKMbQYwHBwYP